# فرودگاه ابایانگ اتل
فرودگاه ابایانگ اتل (به انگلیسی: Abaiang Atoll Airport) یک فرودگاه همگانی با کد یاتا ABF است. این فرودگاه در کشور کیریباتی قرار دارد.

## شرکت‌های هواپیمایی و مقصدهای پروازی
| شرکت‌های هواپیمایی | مقصدهای پروازی  |
| ----------------- | --------------- |
| ایر کیریباتی      | ماراکی، بونریکی |